# Величанствена госпођа Мејзел
Величанствена госпођа Мејзел (енгл. The Marvelous Mrs. Maisel) америчка је телевизијска серија коју је створила Ејми Шерман Паладино за Amazon Prime Video. Радња се одвија крајем 1950-их и почетком 1960-их, а прати Рејчел Брознахан у улози Миријам „Миџ” Мејзел, њујоршку домаћицу која открива да је надарена за стендап.
Добила је позитивне рецензије критичара и освојила награду Златни глобус за најбољу ТВ серију у категорији мјузикла или комедије и награду Еми за најбољу хумористичку серију. У фебруару 2022. Amazon је обновио серију за пету и последњу сезону.

## Улоге
| Глумац           | Улога         |
| ---------------- | ------------- |
| Рејчел Брознахан | Миџ Мејзел    |
| Алекс Борстајн   | Сузи Мајерсон |
| Мајкл Зеген      | Џоел Мејзел   |
| Марин Хинкле     | Роуз Вајсман  |
| Тони Шалуб       | Ејб Вајсман   |
| Кевин Полак      | Мојше Мејзел  |
| Керолајн Арон    | Ширли Мејзел  |
| Џејн Линч        | Софи Ленон    |
| Лук Кирби        | Лени Брус     |

## Епизоде
| Сезона | Сезона | Епизоде | Епизоде            | Оригинална објава  | Оригинална објава |
| Сезона | Сезона | Епизоде | Епизоде            | Премијера          | Финале            |
| ------ | ------ | ------- | ------------------ | ------------------ | ----------------- |
|        | 1.     | 8       | 1                  | 17. март 2017.     | 17. март 2017.    |
| 7      | 1.     | 8       | 29. новембар 2017. | 29. новембар 2017. |                   |
|        | 2.     | 10      | 10                 | 5. децембар 2018.  | 5. децембар 2018. |
|        | 3.     | 8       | 8                  | 6. децембар 2019.  | 6. децембар 2019. |
|        | 4.     | 8       | 8                  | 17. фебруар 2022.  | 11. март 2022.    |